# Любчик Анатолій Миколайович
Анатолій Миколайович Любчик (18.06.1970—10.04.2022) — молодший сержант Збройних сил України, учасник російсько-української війни, що героїчно загинув під час російського вторгнення в Україну.

## Життєпис
Народився 18 червня 1970 року в Смілянському районі Черкаської області.
З 2015 року брав активну участь у бойових діях на території Донецької та Луганських областей.
Під час російського вторгнення в Україну — командир господарчого відділення взводу матеріального забезпечення танкового батальйону окремої танкової бригади. Загинув 10 квітня 2022 року внаслідок ракетного удару поблизу с. Воздвиженка Донецької області. Похований у м. Сміла.

## Нагороди
- орден «За мужність» III ступеня (2022, посмертно) — за особисту мужність і самовіддані дії, виявлені у захисті державного суверенітету та територіальної цілісності України, вірність військовій присязі.[3]